# Noelle Barahona
Noelle Barahona (Santiago, 30 de noviembre de 1990) es una esquiadora alpina chilena. Ha participado en cuatro Juegos Olímpicos de invierno.
Actualmente es la esquiadora chilena número uno en el ranking FIS en las cinco especialidades (SL, DH, SG. SG y COM). Su cuerpo técnico lo integran Maui Gayme y Aurelia Urbain. Pertenece al club de esquí La Parva.

## Biografía
Barahona nació en 1990, hija de dos deportistas; su madre Yasmín fue campeona chilena de windsurf, mientras que su padre Juan Pablo compitió junto al velerista Alberto González en la clase 470 en los Juegos Olímpicos de Los Ángeles 1984. Cuando no está esquiando, Barahona estudia Matemáticas en la Universidad Católica de Chile en Santiago de Chile. Habla español, inglés e italiano.
Compitió en los Juegos Olímpicos de Turín 2006, con solo 15 años, siendo la esquiadora más joven en participar. Cuatro años más tarde, hizo lo mismo en los Juegos Olímpicos de Vancouver 2010; en su mejor carrera, obtuvo el lugar 23.º. Durante esos Juegos, ocurrió el terremoto de Chile de 2010; Barahona fue la única competidora chilena en permanecer para la ceremonia de clausura, realizada el 28 de febrero de ese año, donde portó la bandera de su país. También apareció en el programa de televisión estadounidense Larry King Live para hablar del terremoto.
En 2014 participó en los Juegos Olímpicos de Sochi.